# Miller (betűtípus)
A Miller egy talpas betűtípus, amelyet 1997-ben adott ki a Font Bureau. Matthew Carter tervezte, és 1800 körüli „átmeneti” stílusú, a „skót római” típuson alapul, amely a skót típusú betűstílusgyárak által forgalmazott típusokból származik, amelyek később az Egyesült Államokban is népszerűvé váltak. Nevét William Millerről, a hosszú élettartamú edinburghi Miller & Richard cég alapítójáról kapta.
A Miller általános célú változatai a Miller Text és a Miller Display optikai mérete a kijelzőnyomtatáshoz, bár megjelenésük óta számos változat született, köztük a Miller Daily, Miller Headline és a Miller Banner, valamint néhány, a speciális kiadványokban található változat. A Miller családot széles körben használják, főleg újságokban és magazinokban.
A Miller szoros rokonságban áll Carter korábbi skót-román betűstílusával, a Microsoft számára készült, igen népszerű Georgia családdal. Carter a Microsoft megkeresésére kezdett el dolgozni a Milleren, de ideiglenesen felfüggesztette a munkát, hogy a digitális megjelenítésre adaptált Georgia-n dolgozhasson. A Font Bureau marketingfogásként a Millert úgy nevezte el, mint "a Georgia kedélyes unokatestvére".
A Miller egyike volt annak a 23 betűtípusnak, amelyet a MoMA először vásárolt történelmi jelentőségű betűtípusokból.

## Háttér
A Miller családot Matthew Carter tervezte, és a Font Bureau munkatársai, Tobias Frere-Jones és Cyrus Highsmith valamint James Mosley, a londoni St Bride Könyvtár nyomdászattörténeti könyvtárosa bátorításával fejlesztették ki.
A Miller egy "skót római" — ez a stílus az Alexander Wilsonhoz és William Millerhez tartozó skót típusú cégek által 1810–1820 között forgalmazott típusaiból származik. Thomas Curson Hansard szerint ezeket többnyire a londoni Richard Austin betűmetsző vágta. A Miller a jelenlegi gyártási igényeket szem előtt tartva készült, aminek bizonyítéka a két változat, a 'Display' és a robusztusabb 'Szöveges' verzió, és a viszonylag nagy x-magassága is.
Bár a Miller hű marad a skót római stílushoz, nem egyetlen történelmi példán alapul. A lapos tetejű kis „t” nem Miller vagy Wilson típusainak eredetije, hanem egy később – valószínűleg tévedésből – bevezetett „rossz betűtípus”, Didone-fajta, amely a 19. század második felében rögzült a stílusban. Bizonyos más betűk, például a kis „k” és a Miller Text nagy „R”-je, Richard Austin által vágott más stílusokból származnak, például a Bell-ből.
Matthew Carter Miller-je nem Miller skót római művének fakszimiléje, mint ahogy Galliardja sem Robert Granjon bármelyik típusának fakszimiléje. Amit tett, az az, hogy megragadta modelljének jó színeit, nagyvonalú szélességét és modellezését, és néhány évtizedes kihagyás után [Angliában] ismét bevezette a "Scotch Roman" egy hiteles változatát a jelenlegi használatba. A Miller a jelenlegi gyártási igényeket szem előtt tartva készült, amiről a két változat, a 'Display' és a robusztusabb 'Text' változatok is tanúskodnak, ahogy a viszonylag nagy x-magassága is.

Carter 2013-ban a Georgia és a Miller fejlesztéséről beszélt: 
"Ismertem a skót rómaiakat, elképedtem, hogy egykor olyan népszerűek voltak... aztán teljesen eltűntek." 
Carter segédként digitalizált egy görög betűtípust az ugyanebben az időszakban korabeli brit nyomdászat alapján, Richard Austin (jelen esetben mindenképpen) Porson-féle betűmetszete és a brit klasszicista Richard Porson kézírása alapján. A Miller alapértelmezett számjegyei történelmileg megfelelő "hibrid" vagy félig vonalra illeszkedő figurák, kissé rövidebbek, mint a nagybetűk, és bizonyos esetekben az alapvonal alá süllyednek, bár alternatív, hagyományosabb fix magasságú stílusai is rendelkezésre állnak.

## Változatok
A Miller, Miller Text és Miller Display általános célú változatai mellett számos Carter és mások által tervezett változatok is bekerültek a Miller családba. A változatok a következők:
- A Miller Daily a Miller News bővített sorozata, a Miller adaptációja, amelyet Carter tervezett a The Guardian számára.[21] A Font Bureau adta ki 2002-ben a Miller Headline sorozat mellett.[13]
- A Miller Headline-t Carter és Highsmith kifejezetten az újságok címsoraiban való használatra tervezte.[22] A Font Bureau adta ki 2002-ben a Miller Daily sorozattal együtt.[13]
- A Miller Bannert Richard Lipton tervezte nagyméretű, 100 pont feletti használatra. Élesebb vonalakkal és lágyabb kontraszttal rendelkezik.[23]

## Használat
A Millert és változatait széles körben használják újságokban, magazinokban és más kiadványokban szerte a világon. A Miller Daily-t használják a The Washington Postban, míg a Miller Banner a Glamour magazinban szerepel. Egy másik Miller-változattal, a Miller News-zal Simon Esterson, a The Guardian munkatársa állt elő az újság 1998-as újratervezésénél, a Miller Globe a The Boston Globe számára készült, a Bibliographical Miller pedig a Kaliforniai Egyetem révén az Aldine Press gyűjteményben való felhasználáshoz készült. A Miller családot a National Post, a The Straits Times, a The Dallas Morning News, a Hindustan Times és a San Jose Mercury News is felhasználta.
Az Ascender Corporation 2005-ös felmérése szerint a Miller a tizedik legnépszerűbb betűtípus az amerikai újságokban. 2010-ben ez volt Carter legnagyobb jogdíjforrása azon betűtípusok közül, amelyeknél a jogok tulajdonosa.

## Fordítás
Ez a szócikk részben vagy egészben  a   Miller (typeface) című angol Wikipédia-szócikk ezen változatának fordításán alapul.  Az eredeti cikk szerkesztőit annak laptörténete sorolja fel. Ez a jelzés csupán a megfogalmazás eredetét és a szerzői jogokat jelzi, nem szolgál a cikkben szereplő információk forrásmegjelöléseként.